# Calodia rama
Calodia rama  (лат.) — вид прыгающих насекомых рода Calodia из семейства цикадок (Cicadellidae). Ориентальная область: Индия. Длина самцов 6,9 мм, самок — 8,6—9,0 мм. Общая окраска рыжевато-бурая.
Скутеллюм крупный, его длина равна или больше длины пронотума. Голова субконическая, отчётливо уже пронотума; лоб узкий. Глаза относительно крупные, полушаровидные, занимают более двух третей дорсальной поверхности головы; оцеллии мелкие. Клипеус длинный, узкий. Эдеагус узкий, с 2 или более субапикальными шипиками. 10-й сегмент брюшка узкий и длинный.
Сходны по габитусу с Calodia kirhaldyi, отличаясь деталями строения гениталий. Вид был описан в 1910 году английским энтомологом Джорджем Киркалди (George Willis Kirkaldy; 1873 — 2.II.1910).